# Pałac w Pielgrzymowie
Pałac w Pielgrzymowie – położony był w nieistniejącej już dziś wsi Pielgrzymów (niem.  Pilgramsdorf) w Polsce,  w województwie dolnośląskim, w powiecie lubińskim, w gminie Rudna. Powstał prawdopodobnie na miejscu wcześniejszego założenia. Pałac został zbudowany w 1721 roku przez rodzinę von Weise. Ostatnim właścicielem przed II wojną światową był Hugo Bellay. Ruiny pałacu  wraz z parkiem i zachowanym starodrzewem istniały jeszcze 1975 roku